# Кусогэ
Кусогэ (яп. クソゲー Кусогэ:, [kɯ̥soɡeː]; дословно — «дерьмовая игра») — японский термин, означающий компьютерные игры очень низкого качества. Хотя изначально его использовали как уничижительный термин, со временем его значение стало более ироничным. Существует субкультура, исследующая и восхищающаяся кусогэ-играми.

## Значение
«Кусогэ» — японский термин, переводящийся на русский язык как «дерьмовая игра» и изначально означавший игры очень низкого качества: едва функционирующие, с плохим дизайном и вместо удовольствия приносящие страдания. Со временем его значение изменилось; если раньше он просто означал ужасные игры, то теперь его всё чаще используют в ироничном контексте. В современном понимании кусогэ — это интересные игры, которым не хватает полировки и бюджета, присущих более крупным релизам. Тем не менее, они привлекают за счёт своих нестандартных идей, странностей и обаятельных недостатков. Под «кусогэ» также могут понимать игры, которые «настолько плохие, что даже хорошие» — то есть настолько плохи во всех аспектах, что этим самым вызывают интерес.
Хотя «кусогэ» чаще всего относится к японским играм, некоторые западные проекты также подходят под определение термина. К примеру, портал How to Geek отнёс к кусогэ Superman 64 и Bubsy 3D, а также Kenshi и «S.T.A.L.K.E.R.: Тень Чернобыля» — как классику с явными техническими недостатками.

## Этимология
Термин кусогэ образован словослиянием из слов кусо (яп. クソ или 糞, дословно — «дерьмо») и гэ:му (ゲーム, заимствованное английское слово game). Это выражение впервые появилось примерно в середине 1980-х, и хотя его обычно приписывают художнику-иллюстратору Дзюну Миуре, а иногда бывшему исполнительному директору Hudson Soft Такахаси Мэйдзину, точно неясно, когда и кем оно было популяризировано, и можно ли вообще приписать его какому-то одному источнику. Из анализа журналов тех лет следует, что термин появился в 1986 и распространился к 1987. В 1985—1986 годах использовалось множество других, в итоге менее устоявшихся терминов, которые придумывались разными авторами и обычно состояли из пейоратива со словом «игра» (ゲーム гэ:му) или «софт» (ソフト софуто). Примеры: дамэ софуто (ダメソフト, дословно — «плохой софт»), сука софуто (スカ・ソフト, дословно — «никудышный софт»), касу гэ:му (カスゲーム, дословно — «мусорная игра»).
Существует и другие термины, созданные схожим образом, для описания других субъективных впечатлений. Например, камигэ: (神ゲー, дословно — «божественная игра»), бакагэ: (バカゲー, дословно — «глупая игра»), кигэ: (奇ゲー, дословно — «жуткая игра»). Также есть термины, означающие жанры: какугэ: (格ゲー, файтинг), эроге (エロゲー эрогэ:, эротическая игра).

## Субкультура
«Кусогэ» в первую очередь является уничижительным термином, используемым для отрицательной оценки игры. Тем не менее, существует субкультура, цель которой поиск и прославление кусогэ-игр. Её суть схожа с паракинематографом и кэмп-эстетикой: не всегда, но зачастую ироничное восхищение странным, абсурдным, бессвязным, недоработанным и дефектным. Корни этой субкультуры можно проследить в рубрике Бисёку Курабу Бакагэ: Сэнка (яп. 美食倶楽部バカゲー専科, Курс Дурацких Игр Клуба Гурманов), регулярно выходившей в игровом журнале Used Games (позднее сменивший название на Gameside) начиная с 1996 года.
В сообществе поклонников файтингов под кусогэ обычно имеют ввиду файтинги с сильно сломанным балансом из-за дизайнерских ошибок или багов, что затрудняет соревновательную игру. Но в то же время это может привести к составлению безумных стратегий, благодаря чему эти игры считаются забавными, а не просто плохими.
Начиная с середины 2010-х термин кусогэ начал иногда использоваться игровыми кампаниями. К примеру, рекламируя переиздание игры Takeshi no Chōsenjō для смартфонов в 2017 году, Taito описывала её как «та самая легендарная кусогэ». Sunsoft схожим образом использовала термин в 2023 году в рекламе игры Ikki Unite — сиквеле известной кусогэ Ikki — заявив в пресс-релизе: «Нам очень приятно, что даже сегодня, когда говорят о прародителях кусогэ, вспоминают Sunsoft».